# (62071) Voegtli
(62071) Voegtli (2000 RH77) – planetoida z grupy pasa głównego asteroid okrążająca Słońce w ciągu 4,06 lat w średniej odległości 2,54 j.a. Odkryta 8 września 2000 roku.